# David Wilmot
David Wilmot (20 de enero de 1814-16 de marzo de 1868) fue un político estadounidense; fue elegido para el Congreso de los Estados Unidos, sirviendo desde 1845 hasta 1851, y para el Senado de Estados Unidos, sirviendo desde 1861 hasta 1863. Wilmot fue un demócrata, un Soiler libre, y un republicano. Él fue uno de los patrocinadores y epónimo de la Enmienda Wilmot (1846), destinado a prohibir la esclavitud en los territorios occidentales obtenidos de México en la Guerra México-Americana de 1846-1848.
Wilmot jugó un papel decisivo en el establecimiento del Partido Republicano en Pensilvania. Su oposición a la esclavitud no incluía la posición abolicionista de poner fin inmediato a la institución en todo el país. Sus puntos de vista sobre la raza en cambio se relacionaban con la defensa del trabajo libre y blanco, y para los estándares de hoy en día, podría ser clasificado como racista. También se desempeñó como juez de distrito y en el Tribunal de Reclamaciones de Estados Unidos.

## Primeros años
David Wilmot nació en Bethany, Pensilvania, de Randall (1792-1876) y María (de soltera Grant) Wilmot (1792-1820). Su padre era un comerciante acomodado, y los primeros años de vida de David fue muy cómoda.  Fue educado en la escuela local Beech Woods Academy y más tarde en la Academia Cayuga en Aurora, Nueva York. Se mudó a Wilkes Barre en 1832, estudió derecho bajo la dirección de George W. Woodward y Fue admitido al Colegio de Abogados en el Condado de Bradford, Pensilvania, en agosto de 1834.
En 1836 se casó con Anna Morgan. La pareja tuvo tres hijos, ninguno de los cuales sobrevivió a la infancia.
Wilmot ejerció la abogacía durante algún tiempo en Towanda, Pensilvania, y estuvo involucrado en la política local como un firme defensor de Andrew Jackson.

## Carrera política
Wilmot fue elegido representante del 12.º distrito congresional de Pensilvania como Demócrata en 1844. Sirvió a partir de 1845 hasta 1851, en los 29.º, 30.º y 31.º Congresos. Inicialmente apoyó la política del presidente James Polk. También, como representante de un distrito eminentemente agraria, votó a favor del Arancel Walker de 1846, que hizo una reducción moderada de los tipos arancelarios. Solo poco a poco Wilmot fue convenciéndose que el Sur estaba dominando el gobierno nacional en detrimento del resto de la nación.

### Free Soil y la Enmienda Wilmot
Aunque Wilmot se opuso a la extensión de la esclavitud en los territorios, apoyó a Polk en el inicio de la guerra mexicano-estadounidense, y todavía era considerado uno de los leales del partido democrático. Pero el 8 de agosto de 1846, una ley de asignaciones de 2 millones de dólares para ser utilizado por el presidente en la negociación de un tratado de paz con México fue presentado en la Cámara de Representantes.
Wilmot inmediatamente ofreció la siguiente enmienda:
"Siempre que, como condición expresa y fundamental para la adquisición de cualquier territorio de la República de México por los Estados Unidos, en virtud de cualquier tratado que pueda negociarse entre ellos, y para el uso por parte del Ejecutivo de los fondos en el presente documento apropiado, ni la esclavitud ni la servidumbre involuntaria existirán nunca en ninguna parte de dicho territorio, sino por delito, lo cual, las partes primero deberán ser condenados."
.

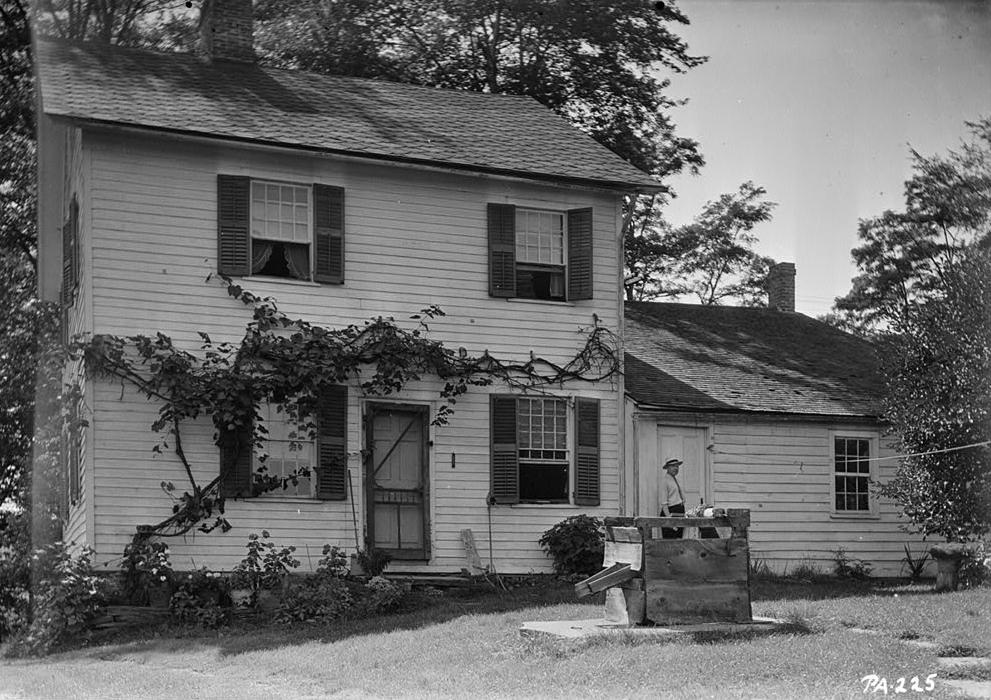
La casa de Wilmot en Bethany, Pensilvania

Wilmot modeló el lenguaje para lo que normalmente se conoce como la Enmienda Wilmot después de la Ordenanza Noroeste de 1787. Aunque es más conocida como la Enmienda Wilmot, se originó con Jacob Brinkerhoff de Ohio, Wilmot fue seleccionado para presentarlo solo porque la posición de su partido era más regular. La Cámara, después de la primera votación rechazando la propuesta simplemente para extender la línea del Compromiso de Misuri a través de la Cesión mexicana, pasó la enmienda por una votación de 83-64.  Esto llevó a un intento de poner sobre la mesa la ley de asignaciones completa en lugar de aprobar "la desagradable enmienda adjunta", pero este intento fue rechazada "en una votación sectorial ominosa de 78-94". El Senado levantó la sesión en lugar de aprobar el proyecto de ley con la enmienda. 
Una medida similar fue presentada en la siguiente sesión con la cantidad aumentada a 3 millones de dólares, y el alcance de la enmienda se ampliaba para incluir todo el territorio futuro que pudiesen ser adquiridos por los Estados Unidos. Esta fue aprobada en la Cámara por una votación por 115-105, pero el Senado se negó a concurrir y aprobó un proyecto de ley suyo propio pero sin la enmienda. La Cámara la aprobó, debido en gran parte a la influencia de General Lewis Cass. A medida que la elección presidencial de 1848 tomaba forma, los demócratas rechazaron la enmienda Wilmot en su plataforma y seleccionaron a Cass como su candidato para candidarse en una plataforma de la soberanía popular. El nuevo partido de suelo libre se formó alrededor de la Enmiena Wilmot, y nombraron a Martin Van Buren como portavoz para declarmar" No más Estados esclavos y ningún territorio más esclavo."
Por 1848 la Wilmot era identificada rigurosamente como Soiler libre, pero, al igual que muchos otros Soilers libres, no se oponía a la expansión de la esclavitud sobre la base de un rechazo legal de la existencia a corto plazo de la propia institución. En un discurso en la Cámara, Wilmot dijo, "Me acojo a la causa y los derechos de los hombres libres blancos [y] me gustaría conservar a la mano de obra blanca libre de un país justo, una rica herencia, donde los hijos del trabajo, de mi propia raza y propio color, puedan vivir sin la desgracia, que la asociación con la esclavitud negra trae sobre el trabajo libre ".   Casi al mismo tiempo, sin embargo, Wilmot, en un discurso Nueva York, habló de la desaparición definitiva de la esclavitud cuando argumentó, "mantenerlo dentro de límites dados ... y con el tiempo se desgastará por sí mismo. Su existencia sólo puede ser perpetuada por la constante expansión. ... la esclavitud tiene dentro de sí las semillas de su propia destrucción".
Wilmot fue presentado como el candidato de Free Soil/suelo libre para Presidente de la Cámara en 1849 y estuvo pronto en desacuerdo con la corriente principal del Partido Demócrata de Pensilvania dirigidos por James Buchanan. Wilmot se vio obligado a retirarse de las elecciones al Congreso de 1850 en favor de un más moderado la Galusha A Grow.

Fue elegido presidente del tribunal del 13.º Distrito Judicial de Pensilvania en 1851, sirviendo hasta 1861. Jugó un papel decisivo en la fundación del Partido Republicano en Pensilvania. Presidió el comité de plataforma del Partido Republicano, fue delegado en la convención nacional de 1856, y trabajó vigorosamente para el primer candidato presidencial republicano, John C. Fremont, en 1856.

## Trayectoria profesional
En 1857 Wilmot fue el primer candidato republicano a gobernador de Pensilvania, aunque perdió a favor de William F. Packer. Fue delegado en la Convención Nacional Republicana en 1860 y fue una figura clave en la obtención de la candidatura de Abraham Lincoln. Wilmot fue considerado para un puesto en el gabinete por Lincoln, pero declinó la invitación. En 1861 fue elegido por la legislatura estatal al Senado para ocupar el puesto de Simon Cameron. Sirvió en ese gabinete desde 1861 hasta 1863.
También fue miembro de la Convención de la paz de 1861, celebrada en Washington D. C., en un esfuerzo medios para impedir la inminente guerra civil americana. Wilmot fue nombrado por el presidente Abraham Lincoln como juez del Tribunal de Reclamaciones en 1863. Se desempeñó hasta su muerte en Towanda en 1868. Está enterrado en el cementerio de Riverside. 

## Herencia y honores
- Un marcador histórico del estado de Pensilvania está colocado en la calle Williams en el cementerio Riverside, Towanda, identificando el cementerio como su lugar de descanso. "David Wilmot"
- La Casa de Wilmot fue incluida en el Registro Nacional de Lugares Históricos en 1974, y la Escuela David Wilmot en 1988.